# Рихарда из Зуалафельдгау
Рихарда из Зуалафельдгау (Рихвара; ок. 945/950 — 8 июля 994) — маркграфиня Австрии с 976 по 994 год, супруга первого маркграфа Австрии из династии Бабенбергов Леопольда I.

## Биография
Происхождение Рихарды точно не установлена: возможно она была дочерью франконского графа Зуалафельдгау Эрнста IV или эццоненского графа Эренфрида II. Возможно она была родственницей Адальберо, герцога Каринтии.
Неизвестно, когда именно Рихарда из Зуалафельдгау вышла замуж за Леопольда I. Их детьми были:
- Генрих I (ум. 1018), маркграф Австрии (с 994)
- Эрнст I (ум. 1015), герцог Швабии (с 1012)
- Адальберт (ум. 1055), маркграф Австрии (с 1018)
- Поппо (ум. 1047), архиепископ Трира (с 1016)
- Луитпольд (ум. 1059), архиепископ Майнца (с 1051)
- Кунигунда
- Кристина, монахиня в Трире
- Гемма, замужем за Ратпото, графом Диссена
- Юдита

Император Оттон II назначил Леопольда на должность маркграфа Австрии 21 июля 976 года после смешению предыдущего макграфа Бурхарда.
Согласно нескольким некрологам Рихарда умерла в тот самый день, когда её муж погиб на турнире в Вюрцбурге.